# Raionul Cemerivți, Hmelnîțkîi
Cemerivți (în ucraineană Чемеровецький район, transliterat: Cemerovețkîi raion) este un raion în regiunea Hmelnîțkîi, Ucraina. Reședința sa este așezarea de tip urban Cemerivți.

## Demografie
Componența lingvistică a raionului Cemerivți
     Ucraineană (99,12%)
     Alte limbi (0,84%)
Conform recensământului din 2001, majoritatea populației raionului Cemerivți era vorbitoare de ucraineană (99,12%), existând în minoritate și vorbitori de alte limbi.